# Église Saint-Marcel de Charbonnat
L'église Saint-Marcel de Charbonnat est une église située sur le territoire de la commune de Charbonnat,  dans le département français de Saône-et-Loire et la région Bourgogne-Franche-Comté.

## Historique
L’église, romane, est de la fin du XIe ou du début du XIIe siècle.
Au XIXe siècle, des travaux de consolidation furent entrepris, réalisés en deux étapes : d'abord en 1865, puis en 1869. 
Des travaux d’entretien furent exécutés entre 1909 et 1911. 
Enfin, l’intérieur a fait l'objet d’une importante rénovation en 1982.

## Architecture
L’église est constituée d’une nef rectangulaire (couverte d’un plafond lambrissé en anse de panier), d’une travée sous clocher voûtée d’arêtes plus étroite et d’une abside semi-circulaire voûtée en cul-de-four. Les arcatures aveugles de l’abside sont séparées par six colonnettes galbées, portées par un mur bahut et surmontées de chapiteaux épannelés. 
La nef a été exhaussée au milieu du XIXe siècle ; les six baies en plein cintre qui l’éclairent (trois de chaque côté) sont modernes. Le portail occidental, quant à lui, a été refait.

## Culte
L'église de Charbonnat, dédiée à saint Marcel, est un lieu de culte catholique.
Édifice consacré du diocèse d'Autun, elle relève de la paroisse Sainte-Jeanne-de-Chantal (siège à Étang-sur-Arroux), qui en est affectataire au titre de la loi de 1905.